# Relación algonquino-celta
La relación céltico-algonquina es una teoría científica, calificada hoy día como obsoleta, surgida a mediados del siglo XIX, y que proponía que las lenguas celtas tenían cierta relación filológica con las de los algonquinos, y que daba pie para asegurar que se habrían producido contactos entre pueblos celtas y entre indígenas norteamericanos en épocas remotas.

## Posible relación filológica
En atención a algunos trabajos, como los de Juan Mariano Larsen existen variadas coincidencias entre las lenguas de estos pueblos como para creer en un posible intercambio.
Para muestra de ejemplo, se citan algunas palabras:
| Palabra   | Algonquino | Gaélico |
| --------- | ---------- | ------- |
| Isla      | Inis       | Inis    |
| Agua      | Isca       | Uísce   |
| Todo      | Kakeli     | Cacuile |
| Cada cosa | Kakina     | Cac'cim |

-
También se comprobaría esto en la traducción de ciertos nombres de lugares. Sería el caso del río Merrimack, que significa pesca en profundidad, y que se parece mucho al término gaélico Mor-riomach, que significa de gran profundidad.

## Esta teoría en la actualidad
Hoy en día se considera esta teoría como falta de fundamento. Se aduce que la sola similitud entre algunas palabras aisladas entre dos lenguas de diverso origen no basta para probar una relación filológica.
Por ejemplo, podría hallarse una similitud entre el vocablo quechua llama y la voz hebrea gamal (camello), siendo claro que no hay ninguna relación entre ambas.
Existen otras explicaciones, como la coexistencia en América del Norte entre indígenas y españoles que derivó en el algonquino-vasco.